# Řecko-perské války
Řecko-perské války se nazývala série konfliktů mezi řeckými městskými státy a perskou říší, jež začaly v roce 499 př. n. l. a trvaly až do roku 449 př. n. l. Jejich příčina tkvěla ve snaze perských velkokrálů Dáreia I. a obzvláště Xerxa I. podmanit si vojenskou silou starověké Řecko. Toto úsilí však navzdory veškeré materiální a lidské převaze Persie skončilo fiaskem. Úspěšná třebaže vyčerpávající obrana Řecka byla v představách vítězných Helénů takřka zmytizována a řecké vítězství našlo svůj výraz i v klasickém umění a kultuře, například Aischylos vytvořil drama Peršané. Tento mýtus zčásti přetrval až do 20. století, což se projevilo i v časté interpretaci tohoto konfliktu jako obrany svobodné západní civilizace před násilnou vládou orientální despocie.
Událostí, jež vedla k rozpoutání válek, se stalo tzv. iónské povstání, probíhající v letech 499 až 493 př. n. l., jejich vrcholem pak bitvy u Marathónu (490 př. n. l.), u Thermopyl a u Salamíny (480 př. n. l.). Porážka Peršanů měla dalekosáhlé důsledky pro další vývoj perských, řeckých a v neposlední řadě také evropských dějin. Nejdůležitějším soudobým pramenem popisujícím průběh válek jsou Hérodotovy Dějiny, k jimi předkládaným údajům je ale třeba přihlížet se značnou opatrností.

## Počátky konfliktu

### Poměry Řeků v Asii
Národem, který si částečně podrobil Řeky, obývající asijský břeh Egejského moře, byli Lýdové. Jejich král Alyattés II. vedl již na přelomu 7. a 6. století př. n. l. válku proti Milétu, která skončila uzavřením smlouvy, podle níž si Milétos zachoval vnitřní autonomii, avšak v zahraniční politice následoval Lýdii. Později se proto Miléťané zúčastnili lýdské války proti Médům. Po Alyattovi usedl na lýdský trůn v roce 560 př. n. l. jeho syn Kroisos, jenž porazil řecké obce v Malé Asii a přinutil je k placení tributu, nicméně od rozšiřování svého vlivu dále na západ upustil. Zhruba v letech 554/553 př. n. l. se íránský vládce Persidy Kýros II. Veliký vzbouřil proti svému médskému suverénovi. Po čtyřech letech bojů si Kýros Médii podmanil a založil tak perskou říši. Kroisos se proti rostoucí perské moci rozhodl zasáhnout, ovšem dříve než tak učinil, dotázal se na radu proslulé věštírny v Delfách. Ta mu vzkázala, že „překročí-li řeku Halys, zničí velkou říši“. Král spokojený s odpovědí neprohlédl dvojsmyslnost sdělení a vytáhl do války, v níž utrpěl zničující porážku. V roce 541 př. n. l. vstoupil Kýros do Sard, Kroisova hlavního města.

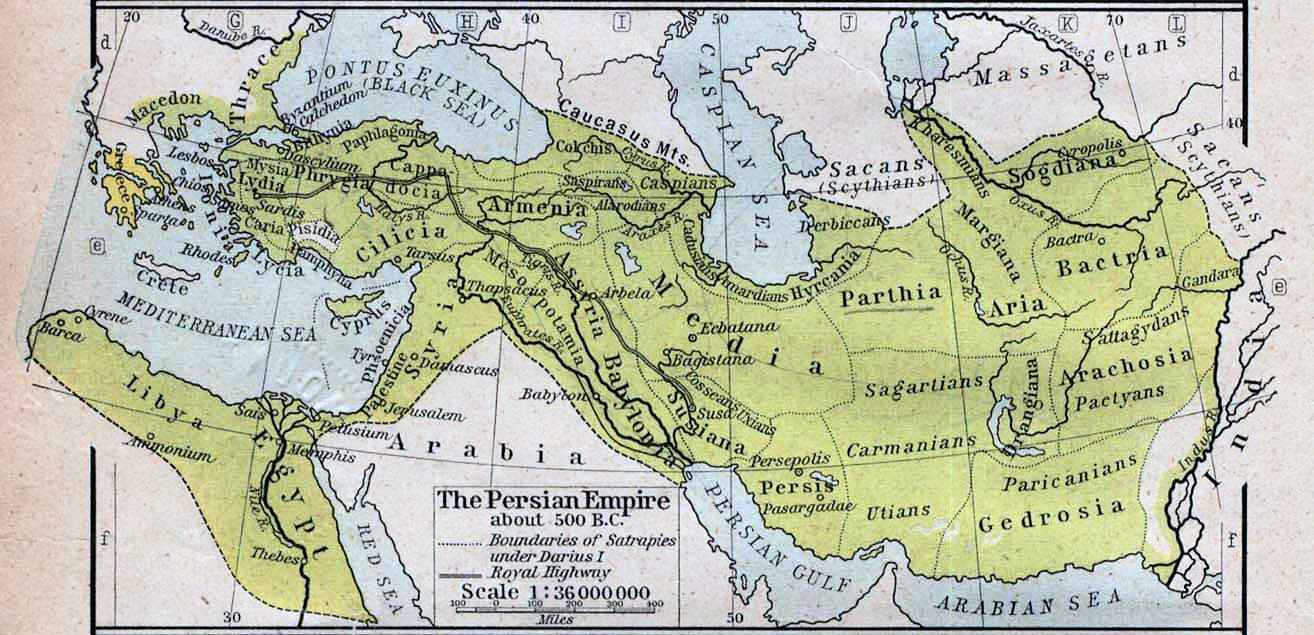
Perská říše kolem roku 500 př. n. l.

Kýros již na počátku konfliktu vyzval maloasijské řecké obce, aby se připojily na jeho stranu. S výjimkou Milétu však zůstala jeho žádost nevyslyšena. Po dobytí Lýdie Peršany vyslaly řecké městské státy ke Kýrovi posly a žádaly, zda by mohly být jeho poddanými za týchž podmínek, jaké jim uložil Kroisos. Král ale nezapomněl Řekům jejich dřívější odmítnutí, vyslance s opovržením propustil a jakýkoli odpor Řeků neváhal krutě potrestat. Po Kýrově smrti se stal jeho nástupcem Kambýsés II., který podle Hérodota cítil k Řekům respekt. V roce 525 př. n. l. podnikl Kambýsés úspěšné tažení proti Egyptu, v němž ho podporovala také kyperská města a Polykratés ze Samu. Toto vítězství zhoršilo vztahy mezi Řeky a Peršany, neboť dosavadní řecký obchod s Egyptem získali nyní do svých rukou Féničané. Perští satrapové v Malé Asii dosazovali do řeckých měst tyrany a své posádky, jejichž prostřednictvím vymáhali z Řeků daně. Současně výprava nového perského vládce Dáreia I. proti Skytům v roce 512 př. n. l. a upevnění perské moci v Thrákii a Makedonii vedly k zablokování přístupů Řeků k Černému moři, což mělo další negativní dopad na hospodářství Iónů. Perská expanze se dotýkala ekonomických zájmů maloasijských Řeků, avšak ohrožovala svobodu a nezávislost všech řeckých obcí.

### Iónské povstání
Povstání iónských obcí bylo vyvoláno v roce 499 př. n. l. milétským tyranem Aristagorem, jenž se s pomocí satrapy Artaferna pokusil obsadit ostrov Naxos. Když však výprava neuspěla, Aristagorás, obávající se potrestání, podnítil povstání nespokojených Iónů. Ti záhy vypudili ze svých měst tyrany ustavené Peršany a vytvořili spolek, jehož mluvčí požádali evropské Řeky o pomoc. Aristagorás se ucházel o podporu spartského krále Kleomena I., který byl sice Iónům nakloněn, nicméně Sparťané se rozhodli nezapojovat se do tak vzdáleného konfliktu. Aristagorás se poté obrátil na Athéňany, kteří následně do Asie vyslali společně s Eretrijci dvacet resp. pět válečných lodí. Toho v budoucnu využil Dáreios jako záminky k tažení do Řecka. Díky podpoře floty se vzpoura brzy rozšířila podél celého západního pobřeží Malé Asie a také na Kypr.
V roce 498 př. n. l. dobyli Řekové Sardy, sídlo perského místodržitele, jež poté vypálili. Ovšem tím na sebe přivolali Dáreiův hněv, pročež byly v krátké době zmobilizovány enormní zdroje říše. Již při zpátečním pochodu na pobřeží byli Řekové napadeni a rozdrceni perským vojskem nedaleko Efesu. Po tomto incidentu Athéňané odpluli domů a nadále se nepodíleli na vojenských operacích v Iónii. V roce 494 př. n. l. připlulo k Milétu 600 fénických lodí, které se v bitvě u Ládé utkaly s Řeky. I přes nižší počet iónských plavidel, se vítězství nejprve klonilo na stranu Řeků, avšak poté, co 50 samských lodí a dalších 70 z Lesbu uprchlo, byla bitva ztracena. Fénické lodě následně přivodily povstalcům drtivou porážku. Milétos byl po dlouhém obléhání ze země a z moře dobyt a srovnán se zemí, čímž bylo povstání fakticky ukončeno.

## Dáreiova invaze

Perské invaze do Řecka během řecko-perských válek

V průběhu roku 493 př. n. l. byla poslední místa odporu zdolána perskou flotou. Dáreios se však nespokojil s porážkou maloasijských Řeků a využil povstání k rozšíření své moci na řecké obce v Egejském moři a v Propontidě, přičemž mnohé z nich dříve nepodléhaly Peršanům. Zatímco Milétos byl vypleněn, jeho chrámy zbořeny a obyvatelstvo přesídleno do Mezopotámie, s ostatními iónskými městskými státy zacházeli Peršané o poznání shovívavěji. Obnovením klidu v regionu pověřil Dáreios svého zetě Mardonia. Ten zmírnil daňovou zátěž řeckých obcí, ve většině z nich byly na místo nepopulárních tyranů nastoleny demokratické režimy, také zajatci byli propuštěni domů a sám Dáreios podněcoval perské šlechtice v přejímání řeckých náboženských obřadů. Dochované záznamy z tohoto období nasvědčují tomu, že perská a řecká aristokracie spolu uzavíraly četné manželské svazky a dětem z nich vzešlým byla dávána řecká jména. Dáreiova smířlivá politika byla však ve skutečnosti pouze propagandistickým tahem namířeným proti pevninským Řekům. V roce 491 př. n. l. (nebo možná už 492 př. n. l.) vyslal Dáreios své emisary do Řecka, aby zde požadovali „vodu a zemi“ (symbol podřízenosti). Většina řeckých států (Poleis) perskou nadvládu uznala, odmítla pouze některá města, především Sparta a Athény. Athéňané svrhli posly do propasti, ve Spartě byli hozeni do studny, aby si „nabrali vody a země sami.“

### Mardoniova výprava
Na jaře roku 492 př. n. l. se v Kilíkii začalo shromažďovat expediční vojsko pod Mardoniovým velením, jehož cílem bylo podrobení řeckých obcí. Své pěší sbory poslal Mardonios k Helléspontu, sám se prozatím zdržel při egejském pobřeží Iónie, kam dorazilo jeho loďstvo. Při té příležitosti odstranil tyrany, místo nichž ustavil v iónských městech lidové vlády. Odtud Mardonios pokračoval k Helléspontu. Po jeho překročení si perské vojsko během postupu Thrákií a Makedonií (které byly perské říši poplatné už v dřívějších dobách) podrobilo všechny místní kmeny. Thrákie byla reorganizována v satrapii, zatímco Makedonie se stala perským vazalem. Mezitím loďstvo dobylo ostrov Thasos a dosáhlo poloostrova Athos, avšak při pokusu o jeho obeplutí bylo zastiženo bouří, v níž bylo zničeno 300 lodí a 20 000 mužů ztratilo své životy. Nedlouho nato byl Mardonios zraněn při boji s thráckým kmenem Brygů, načež se se svým oslabeným vojskem vrátil zpět na asijský kontinent.

### Bitva u Marathónu

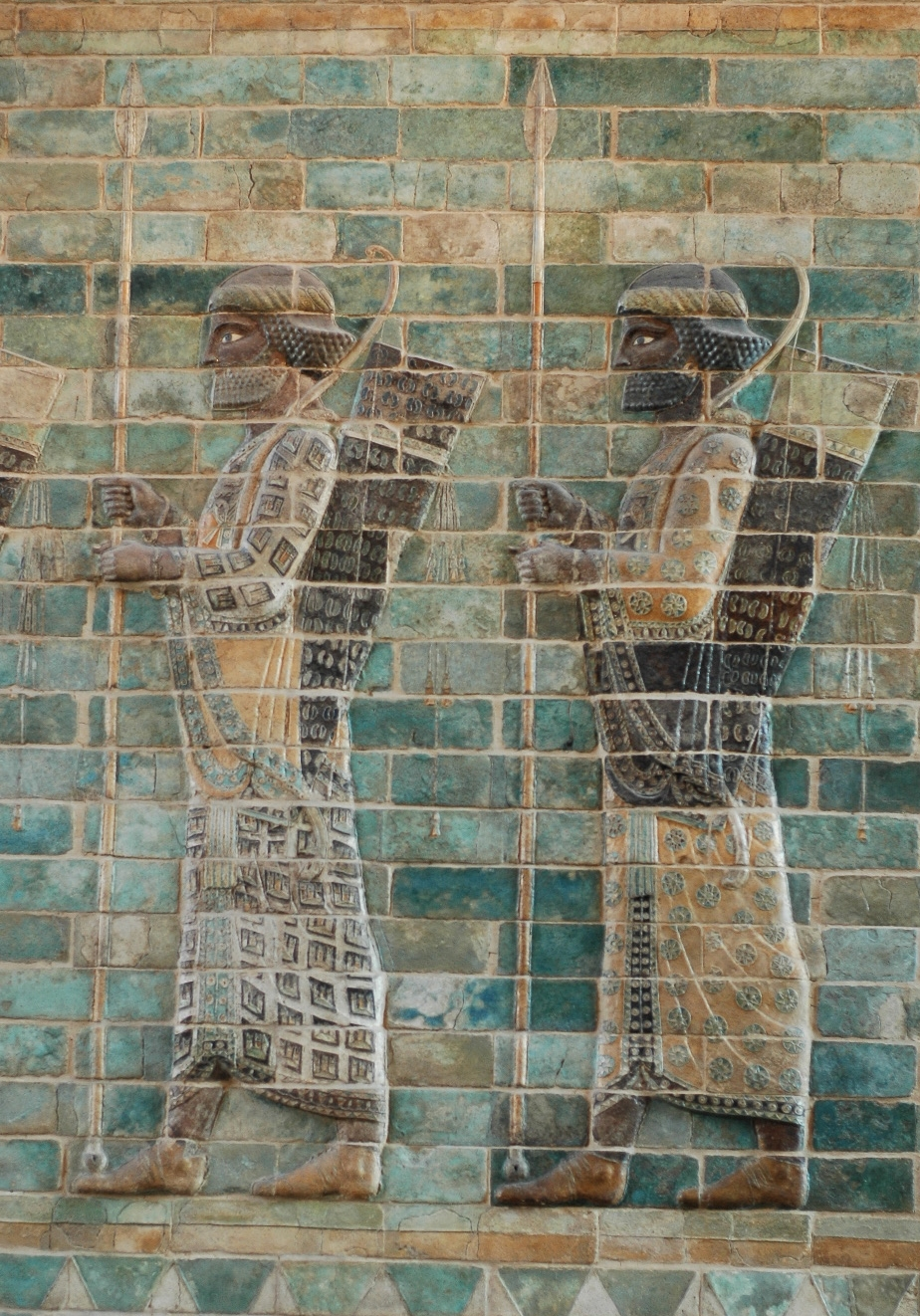
Perští lučištníci s kopím, detail vlysu Dáreiova paláce v Susách, Louvre

V roce 490 př. n. l. sestavili vojevůdci Dátis a Artafernés na perské poměry sice nepříliš početné, avšak obzvláště vybrané vojsko. Prostřednictvím perského námořnictva měly být tyto síly přepraveny do Řecka, kde měly ztrestat Athény a Eretrii za jejich podporu Iónům. Loďstvo vyplulo z Kilíkie k Rhodu, kde se Dátis neúspěšně pokusil dobýt město Lyndos. Z Rhodu se flota plavila dále na sever. Na jaře roku 490 př. n. l. stanuli Peršané na Samu a nedlouho nato se vylodili na ostrově Naxos, jehož obyvatelstvo uprchlo do hor. Peršané pokračovali v dobývání dalších ostrovů, až posléze přistáli na jižním cípu ostrova Euboia. Zde ležící Eretrie se šest dnů statečně bránila, avšak sedmý den otevřeli eretrijští zrádci brány města Peršanům. Veškeré mužské obyvatelstvo bylo pak uvrženo do otroctví, město srovnáno se zemí a chrámy a svatyně vypleněny.
Po dobytí Eretrie překročili Peršané v září 490 př. n. l. mořskou úžinu mezi Euboiou a pevninským Řeckem a na radu Hippia, někdejšího athénského tyrana, jenž nalezl u Dáreia azyl, se vylodili v Attice poblíž osady Marathón. Zde se mělo odehrát první významné střetnutí mezi Řeky a Peršany. Bitevní pole tvořila horami obklopená, kamenitá a bažinatá rovina, nepříliš vhodná pro perské jezdectvo. Peršané disponovali kolem 1000 až 2000 jezdců a několika desítkami tisíc pěšáků. Celkový počet jejich vojska odhadují moderní autoři na 20 000 až 60 000 mužů. Nejvíce pravděpodobná se jeví čísla okolo 25 000 vojáků. Bezprostředně ohrožení Athéňané vyslali běžce Feidippida do Sparty se žádostí o pomoc. Z důvodu probíhající náboženské slavnosti však Sparťané museli pozdržet svůj odchod do Attiky. O této věci se zmiňuje Platón v Zákonech (698e; překlad F.N.): „a ačkoliv všude posílali poselstva, nikdo jim nechtěl jít na pomoc kromě Lakedaimoňanů (Sparťanů); tito však pro válku s Messénou, kterou tehdy vedli, a snad i pro nějakou jinou překážku – nevíme totiž, co z vypravování je pravda – přišli o jeden den později po bitvě u Marathónu“. V nadcházející bitvě u Marathónu se tak nakonec Athéňané mohli spolehnout pouze na podporu bojótského města Plataje, s nímž Athény uzavřely spojenectví již na konci 6. století př. n. l.
Řečtí velitelé vytáhli v čele zhruba 9000 athénských a 1000 platajských hoplítů vstříc invazním silám nepřítele u Marathónu a utábořili se na okolních kopcích. Polovina z deseti athénských stratégů, kteří se každý den střídali ve velení, se vyslovovala proti svedení bitvy, protože Peršané byli ve značné početní převaze. Zbývajících pět stratégů, mezi nimi i Miltiadés, se ale zasazovalo o okamžité střetnutí. Nerozhodnost velitelů přímo souvisela s politickým soupeřením v Athénách, v nichž měli Peršané četné příznivce převážně v řadách aristokracie. Po několikadenním váhání Athéňanů přesvědčil, podle Hérodota, Miltiadés, jenž byl dobře obeznámen se slabinami perského vojska a byl si vědom, že v boji muže proti muži má ukázněný a dobře vycvičený řecký hoplít nad lehce oděným perským vojákem převahu, vrchního velitele Kallimacha k zahájení útoku. Miltiadés nechal rozestavit falangu, přičemž na pravé křídlo umístil nejzdatnější athénské hoplíty, zatímco levé křídlo svěřil oddílu Platajských. V důsledku převahy Peršanů a šířky údolí postrádala řecká linie patřičnou hloubku. Jelikož Miltiadés počítal s eventuálním obklíčením křídel jízdou, zvětšil jejich tloušťku na úkor středu sestavy.

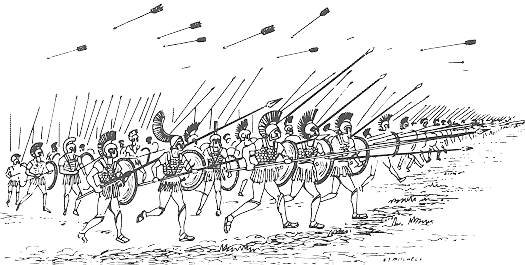
Útok řecké falangy

Pravděpodobně 12. září 490 př. n. l. sestoupili Řekové ze svahů a jakmile se přiblížili na dostřel perských šípů, vyrazili na Miltiadův rozkaz v plném běhu proti nepříteli. Rychlý postup Řeků zabránil perským lučištníkům uštědřit jim citelné ztráty svými šípy, neboť nestihli vypálit více než několik málo salv. Po střetu obou vojsk se rozpoutal dlouhý a tvrdý boj, v němž Peršané zatlačili slabý řecký střed. Současně však silnější křídla falangy přinutila své protivníky k ústupu, načež Řekové sevřeli a napadli vítězící jádro nepřátelských sil. Tento athénský útok zcela rozvrátil perské řady a během krátké chvíle začali Peršané prchat ke svým lodím. Na mořském břehu pokračoval pak rozhořčený boj, při němž se Řekové snažili zabránit Peršanům v úniku po moři. Peršané, kteří se místo k pobřeží vydali do bažin směrem na sever, byli všichni pobiti. V nastalém pronásledování došlo ke značnému krveprolití, po němž bylo na bojišti nalezeno takřka 6400 mrtvých Peršanů. Taktéž bylo zajato sedm perských lodí. Na athénské straně bylo napočítáno 192 padlých, mezi nimiž byl také Kallimachos. Podle legendy byl běžec Feidippidés ihned po bitvě poslán Miltiadem do Athén oznámit jejich obyvatelům vítězství. Po doběhnutí na agoru zvolal prý Feidippidés, „radujte se, zvítězili jsme!“, pak zkolaboval a na místě zemřel. Tato událost se stala podnětem ke vzniku novodobého olympijského závodu, maratonského běhu.
Většina perských vojáků se však navzdory porážce řádně nalodila, pročež perští velitelé zamířili s flotou k athénskému přístavu Faléron. Artafernés se pokusil o náhlé obsazení nyní nechráněných Athén, avšak řečtí velitelé vědomi si tohoto nebezpečí neponechali svým vítězným a unaveným vojákům čas k odpočinku a spěchali zpátky do Athén. Když Peršané připluli k Faléru, nalezli zde připravené Athéňany. Nato Artafernés nařídil flotě návrat do Asie. Druhý den po bitvě dorazilo do Athén 2000 Sparťanů. Ke své lítosti přišli příliš pozdě na to, aby se mohli zúčastnit boje.

### Význam Marathónu
Důsledky bitvy u Marathónu byly zásadní pro obě strany konfliktu. Athéňané si ověřili, že jsou schopni bojovat a zvítězit nad dosud nepřemožitelnými Peršany, což, pokud akceptujeme Hérodotova slova, byl pozoruhodně výjimečný výkon. Athény zvýšily tímto senzačním vítězstvím svoji reputaci v celém řeckém světě. Jak napsal římský historik Cornelius Nepos: „Dodnes se nestalo nic proslulejšího než tato bitva. Nikdy jindy tak malá hrstka neporazila tak ohromnou moc.“ Helénové díky tomuto vítězství pochopili, že jsou s to odolat Peršanům. Nedlouho po Marathónu proto mnohé z obcí vypověděly svoje podrobení se Dáreiovi a připojily se na stranu Athéňanů a Sparťanů. Nicméně ještě závažnější byl dopad Marathónu pro Peršany, neboť v této bitvě došlo k první porážce pravidelného perského pěšího vojska od dob vlády Kýra Velikého, před více než dvěma generacemi.

## Následujících deset let

### Perská říše

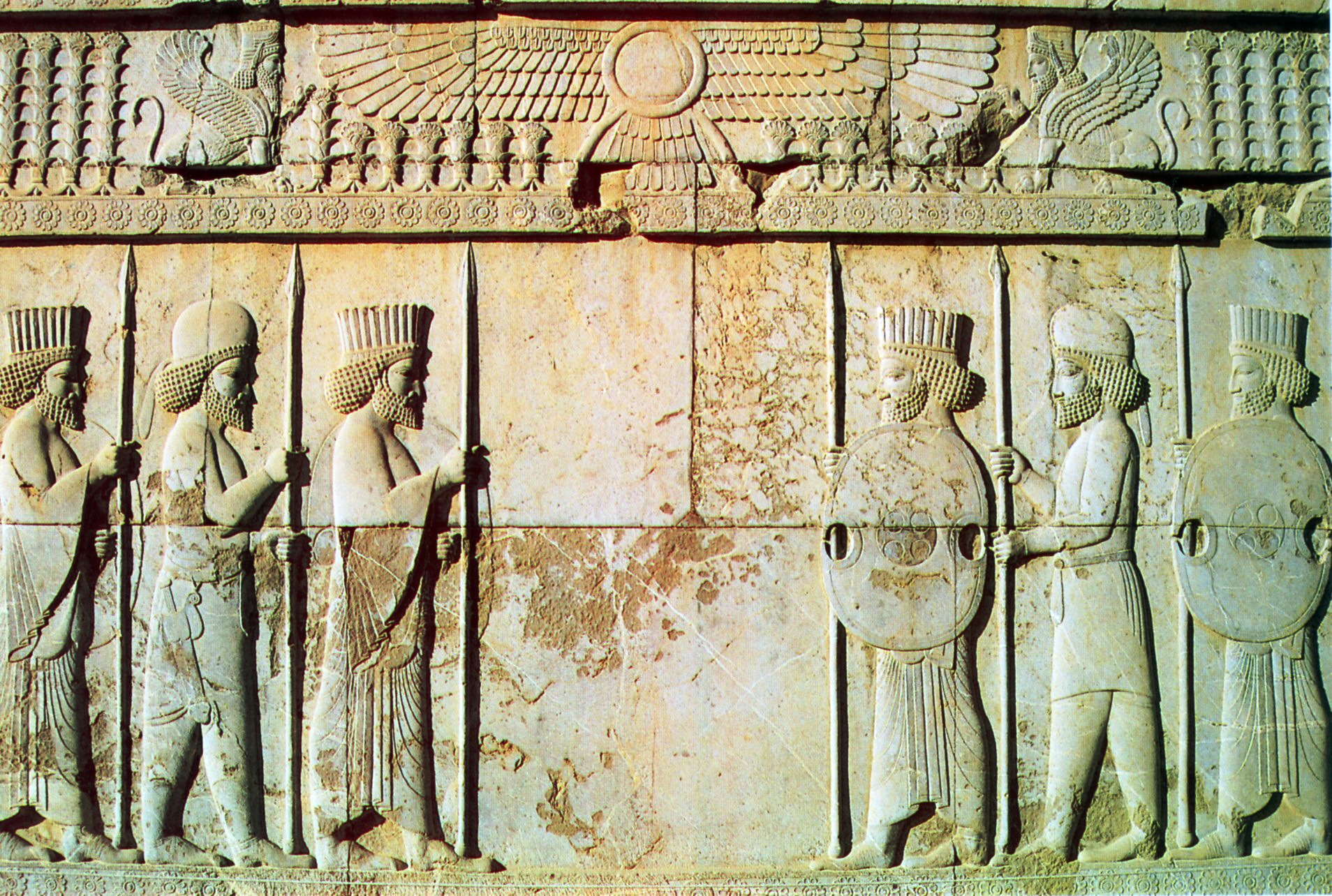
Perští a médští vojáci vyobrazení v Persepoli

Pohroma Peršanů v Řecku učinila Dáreia o to víc dychtícího po dobytí této země. Po bitvě u Marathónu strávil velkokrál další tři roky budováním nového vojska, ovšem dříve než byly přípravy završeny, vypuklo v Egyptě povstání, které ho přinutilo kampaň do Řecka odložit. Po Dáreiově smrti v roce 485 př. n. l. nastoupil na perský trůn jeho syn Xerxés I. Ten nejprve zdolal vzpouru v Egyptě a následně také v Babylónu. Pak mohl napřít svoji pozornost západním směrem, k evropským břehům Egejského moře. Xerxés nařídil všem městům své rozlehlé říše poskytnout vojáky, lodě, koně a nezbytné zásoby. Po čtyřech letech byla v Malé Asii shromážděna obrovská branná moc. Na poloostrově Chalkidiké, na sever od hory Athós, byl prokopán kanál, který měl zabránit opakování katastrofy z roku 492 př. n. l., a rovněž byl postaven most přes řeku Strýmón. Zároveň egyptští a féničtí technici zkonstruovali poblíž Abýdu z lodí pontonový most přes Helléspont, který je zde široký pouze asi jeden a půl kilometru. Peršané si dále získali přízeň četných řeckých polis. Mezi nimi vynikal peloponéský Argos, jehož obyvatelé se zavázali přejít na stranu velkokrále, jakmile perské vojsko dosáhne hranic jejich území. Rod Aleuovců vládnoucí v thesalském městě Larisa považoval perský vpád za příležitost rozšířit vlastní moc. Taktéž Théby byly ochotny přejít na stranu Peršanů a učinily tak ihned po bitvě u Thermopyl.

### Řecké státy
Nedlouho po vítězství u Marathónu přiměl Miltiadés Athéňany k podniknutí expedice na Kykladské ostrovy. Jeho tažení na ostrově Paros však ztroskotalo, přičemž zde byl vážně zraněn. Miltiadův neúspěch podnítil jeho politické soupeře k protestům, jež vedly k Miltiadově pádu. Po svém návratu do Athén byl obviněn z vlastizrady a odsouzen k smrti. Trest byl sice zmírněn na pokutu padesáti talentů, nicméně dříve než mohl tuto sumu zaplatit, podlehl ve vězení utrženým zraněním. V athénské politice se nyní svářily dvě strany, demokraté vedení Themistoklem a aristokraté v čele s Aristeidem. V roce 487 př. n. l. bylo poprvé užito střepinového soudu (ostrakismus), jímž byli postiženi převážně vůdčí představitelé zastánců míru s Persií. O pět let později zvítězil Themistoklés nad Aristeidem, který byl ostrakismem vypovězen z Athén. V téže době probíhala válka mezi Athénami a ostrovem Aiginou, jež byla nejsilnější námořní mocností Řecka a jejíž lodě pustošily attické pobřeží. Themistoklovi se následně podařilo pohnout své spoluobčany k využití zisků z nově objevené stříbrné žíly v Lauriu k rozsáhlému programu výstavby triér. Themistoklés nechal vystrojit flotu zdánlivě proti Aigiňanům, ve skutečnosti však připravoval svoji obec k novému střetu s Peršany. Athéňané si tak během dalších dvou let opatřili loďstvo čítající dvě stě triér.
V celém Řecku byly dobře známy zprávy o obnovených perských přípravách. Na podzim roku 481 př. n. l. byl proto do Poseidónova chrámu na Isthmu svolán kongres všech řeckých obcí, které dosud nebyly porobeny Peršany. V téže době se Xerxés přemístil do Sard, kde hodlal přezimovat před blížící se invazí. Tváří v tvář hrozícímu nebezpečí se Řekové pokusili sjednotit všechny obce do jediné veliké aliance k obraně vlasti. Došlo i k veřejnému usmíření mezi Athénami a Aiginou. Avšak leckteré městské státy zůstaly stranou, k čemuž je vedla obava z perské moci, případně žárlivost k vedoucí pozici Sparty (z tohoto důvodu odmítly účast sicilské a italské obce, které požadovaly, aby v čele stál syrakúský vládce Gelón). Mnohé byly nakloněné Peršanům. Vzniknuvší vojenský spolek pod vedením Sparty tvořilo třicet jedna států z Peloponésu, z Euboie a Athény. Spolek tudíž sdružoval pouze menší část řeckých poleis. Ostatní zůstali buď neutrální nebo se jako Thesálie a posléze Bojótie poddali Peršanům. Strategický plán Helénů, vypracovaný Themistoklem, spočíval ve svedení námořní bitvy, v níž by bylo perské loďstvo poraženo, čímž by perské pozemní síly byly kvůli nedostatečnému zásobování přinuceny stáhnout se z Řecka. Návrh Sparty, aby byl přehrazen Isthmos, nebyl přijat, jelikož by tím celé severní Řecko bylo přenecháno bez boje Peršanům.

## Xerxova invaze

### Velikost perského vojska
Perské vojsko z východních satrapií se shromáždilo v létě a na podzim roku 481 př. n. l. v Kappadokii, odkud je Xerxés odvedl do Sard, kde strávil zimu. Brzy na jaře následujícího roku 480 př. n. l. se armáda vydala k Helléspontu, kde se s ní u Abýdu spojily oddíly ze západních satrapií. Celkový počet pozemních a námořních sil, s nimiž zahájil Xerxés tažení do Řecka, byl předmětem mnoha diskusí a sporů. Podle Hérodota se prý Peršané přesunovali sedm dní a sedm nocí po mostě do Evropy, přičemž jejich vojsko zahrnovalo 1 700 000 pěšáků, 80 000 jízdy a 1207 válečných lodí. Moderní historikové však vůči Hérodotem a jinými antickými autory podávaným údajům přistupují značně kriticky, neboť je považují za velice nepřesné a úmyslně zveličené. Podle všeobecně převládajícího mínění disponoval perský král zhruba 200 000 až 250 000 vojáky. Podobné výhrady existují i ke zmiňované velikosti perského námořnictva. Asi po třech měsících pochodu Thrákií a Makedonií dorazili Peršané k Thermám (dnešní Soluň). Během cesty byla část pěchoty přepravována loďstvem, jež bez potíží překonalo kanál při poloostrově Athós. Po vplutí do Thermského zálivu se perská flota vydala podél pobřeží na jih. U břehů Magnésie poblíž pohoří Pelion byli však Peršané zastiženi strašlivou, tři dny trvající bouří, jíž padla za oběť třetina lodí. Tato událost výrazně zvýšila morálku Helénů, kteří v ní spatřovali odplatu bohů.

### Bitva u Thermopyl

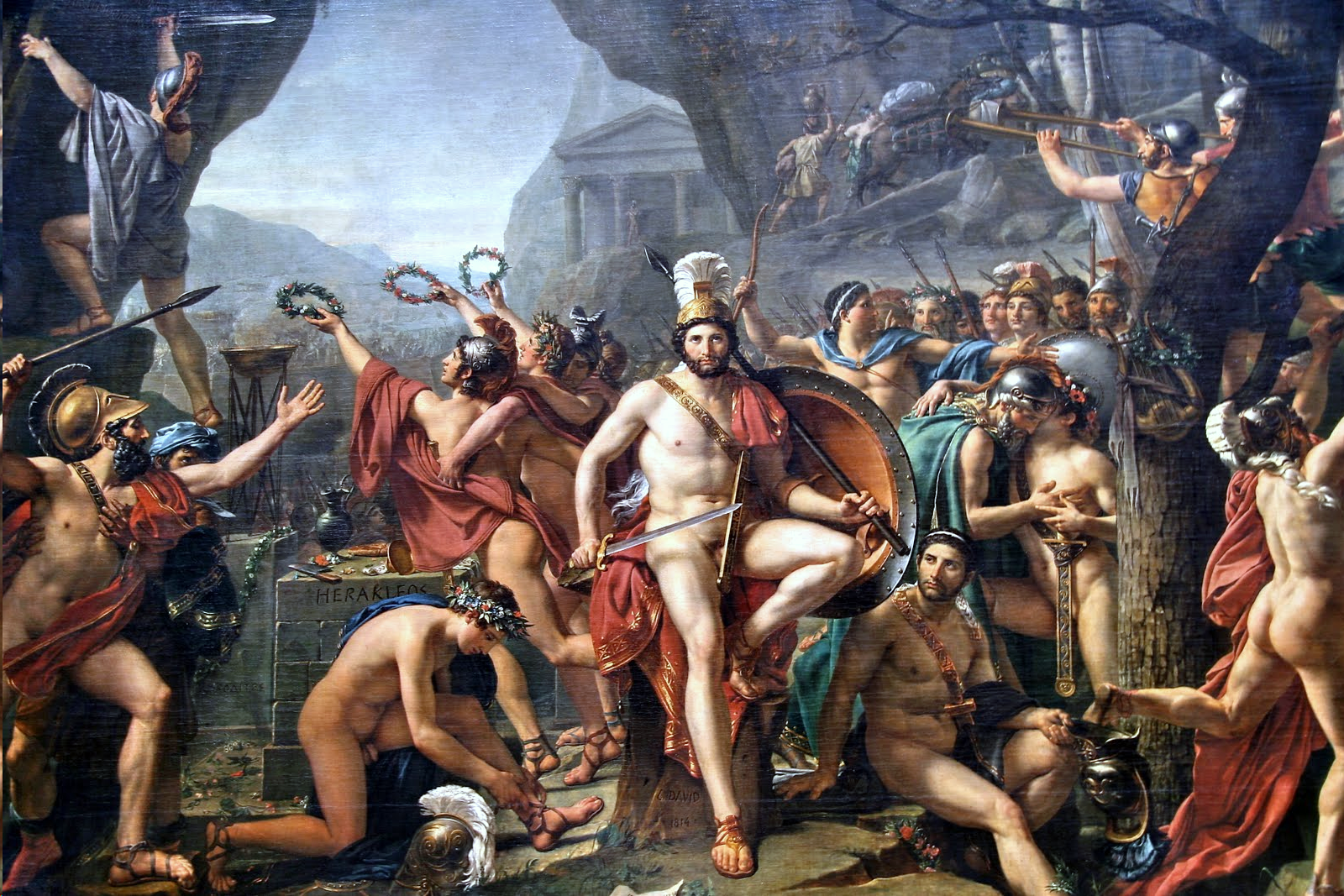
Leónidás u Thermopyl, Jacques-Louis David

V době, kdy Xerxés ještě dlel v Abýdu, vyslali Řekové vojsko 10 000 mužů vedených Sparťanem Oienetem, jemuž byl podřízen Themistoklés, do údolí Tempé, průsmyku mezi Thesálií a Makedonií. Protože se ale Helénové nemohli spolehnout na Thesaly a navíc hrozilo, že Peršané překročí hory jinou cestou, ustoupili zpět na jih. V srpnu 480 př. n. l. dosáhli Peršané Thesálie, aniž by při postupu narazili na jakýkoli odpor. Někdy v témže momentě se u Thermopyl utábořil menší oddíl vyslaný řeckými obcemi, jemuž velel spartský král Leónidás. Po příchodu k Thermopylám zde Xerxés nalezl hradbu bráněnou třemi sty Sparťany a asi 7000 hoplíty z jiných obcí. Xerxovi zvědové informovali krále o nepatrném počtu Řeků a o tom, že Sparťané si zdobí vlasy, což, jak Xerxovi vysvětlil jeho rádce Démaratos, byl starodávný zvyk vykonávaný Sparťany před bojem, v němž očekávali smrt. Xerxés však Démaratovi nevěřil a pozdržel svůj útok o čtyři dny, neboť spoléhal, že se Řekové vzhledem k ohromné převaze Peršanů raději rozejdou. Rovněž k nim poslal svého hlasatele, jenž královým jménem vyzval Řeky ke složení zbraní. Na to mu Leónidás odpověděl, „pojď a vezmi si je!“ („molón labe!“).
Přesvědčen takovými důkazy o odhodlanosti Řeků, konečně pátý den vyslal proti nim Xerxés vybraný oddíl Médů. Ačkoli Médové bojovali udatně, nedosáhli ničeho kromě těžkých ztrát, čímž Helénové králi ukázali, „že má mnoho lidí, ale málo mužů.“ Následujícího dne vrhl Xerxés do boje svoji elitní osobní gardu deseti tisíc Nesmrtelných, ale ani oni proti Řekům neuspěli. Xerxés byl prý spatřen jak v hněvu třikrát vyskočil ze svého trůnu. Zvrat ve vývoji bitvy přivodil teprve jistý Málijec jménem Efialtés, který Peršanům pověděl o tajné stezce přes hory, umožňující proniknout do týlu Řeků. Ihned byl vyslán silný oddíl perských vojáků, kteří za svítání sedmého dne dosáhli vrcholu. Zde umístění Fókové uprchli poté, co uviděli blížící se nepřátele.
Když se Leónidás dozvěděl o těchto skutečnostech, nařídil svolat válečnou radu. Mnozí byli toho názoru, že je třeba uniknout hrozícímu obklíčení nalezením lépe hájitelného místa. Ovšem Leónidás, jenž znal věštbu Pýthie, podle níž musel zhynout buď spartský král anebo Sparta, odmítl. Tři sta Sparťanů a sedm set Thespijců se pak rozhodlo setrvat v průsmyku a pokračovat v bitvě. Leónidás nehodlal vyčkávat na perský útok a v čele svých druhů napadl nepřátele. Tisíce z nich prý byly pobity a zbytek zatlačen až k moři, když však byla zlomena většina řeckých kopí, začaly ztráty Helénů povážlivě stoupat. Jedním z prvních padlých byl sám Leónidás, kolem jehož těla byl sveden nejurputnější boj. Peršané čtyřikrát zaútočili, aby ho získali, pokaždé byli odraženi. Vyčerpaní a zranění Sparťané a Thespijci se nakonec i s Leónidovým tělem stáhli za hradby, kde byli obklíčeni a doraženi šípy nepřátel. Řekové později vztyčili na tomto místě na počest Leónida a jeho mužů dva mramorové monumenty. Na jednom z nich byla vyryta památná slova: „Poutníče, zvěstuj Lakedaimonským, poslušni zákonů jejich, mrtvi že ležíme zde.“

### Artemísion, vydrancování Athén

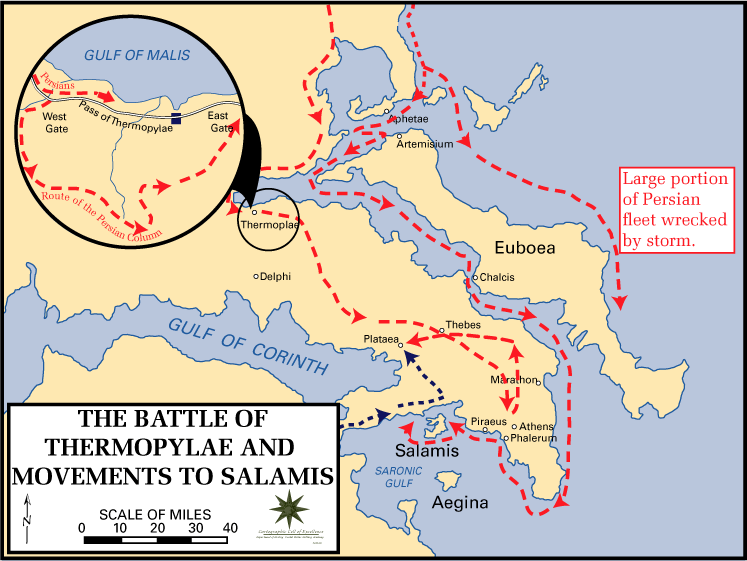
Postup Peršanů k Thermopylám a Salamíně

Mezitím řecké loďstvo, tvořené 330 triérami, z nichž zhruba dvě třetiny náležely Athéňanům, kotvilo u mysu Artemísion na severu ostrova Euboia. Velení příslušelo nikoli Themistoklovi nýbrž spartskému nauarchovi Eurybiadovi. Po skončení bouře na pobřeží Magnésie pokračovaly perské lodě kolem Pagaského zálivu a poté zakotvily u Afet nedaleko řeckých lodí. Po zjištění počtu perských plavidel chtěli mnozí z Řeků opustit svoji pozici. Themistoklés a Euboiané, kteří se obávali o své ženy a děti, je jen s obtížemi přesvědčili, aby vytrvali na místě a utkali se s Peršany. Současně se 200 perských lodí vypravilo podél východního pobřeží Euboie, aby Řekům zablokovalo únikovou cestu obsazením úžiny Euripos. Řekové se však o tomto úskoku dozvěděli a vyslali na jih část svých lodí. Když se jim v tom hlavní část perských sil pokusila zabránit, rozhořel se boj, v němž byli Peršané odraženi. Následující noci pak bouře zasáhla perské lodě plující k Euripu a většinu z nich vážně poničila. Tyto nezdary ale Peršany neodradily od dalšího útoku o dva dny později. Bitva trvala celý den a vyžádala si řadu lodí na obou stranách. Podle Hérodotova tvrzení byla zničena nebo poškozena polovina athénských triér a poté, co se rozšířila zpráva o pádu Thermopyl do rukou Peršanů, odpluly řecké lodě Euboiskou úžinou směrem k Athénám. Třebaže bitva u Artemísia skončila nerozhodně, Řekům dodala naději a odvahu, neboť si uvědomili, že za příznivějších podmínek by byli schopni Peršany na moři porazit.
Po vítězství u Thermopyl vtrhl Xerxés do Dóridy a Fókidy a vypaloval tamní města. Třebaže Athéňané žádali ostatní Řeky, aby šli Fókům na pomoc, Sparťané a většina Peloponésanů soustředili svoje síly na Isthmos, kde se hodlali opevnit. Za této zoufalé situace navrhl Themistoklés svým spoluobčanům, aby opustili Athény a spolehli se na své lodě, jelikož podle věštby „dopustí Zeus, že Heladě zůstanou dřevěné hradby, které nápory vydrží“. Těmito dřevěnými hradbami byly podle Themistokla myšleny athénské triéry. Athéňané po dlouhém rozvažování Themistoklův návrh přijali, načež byly ženy a děti dopraveny do Troizény a na Salamínu. V okamžiku největšího nebezpečí svolil Themistoklés k návratu vypuzených politiků včetně Aristeida, čímž chtěl upevnit jednotu obce. Xerxés a jeho vojáci zatím vstoupili do opuštěných Athén a oblehli Akropolis, jejíž obránci se odmítali vzdát. Peršané je však brzy přemohli a zmasakrovali. Všechny chrámy a budovy na athénském hradě byly vydrancovány a spáleny. Spolu s ostatními Řeky pak Athéňané na lodích i na Salamíně viděli, jak zlověstné plameny stravují Akropoli.

### Bitva u Salamíny
Peloponéští velitelé floty, obzvláště Sparťan Eurybiadés a Korinťan Adeimantos, chtěli ustoupit k Isthmu, kde se shromažďovalo řecké pozemní vojsko. Themistoklés jim však pohrozil, že 200 athénských triér, které tvořily jádro řeckého loďstva, odpluje k jižní Itálii. Také zdůrazňoval, že přenechají-li Helénové průliv u Salamíny Peršanům, nejenže budou muset riskovat bitvu na otevřeném moři, kde jejich šance na vítězství budou podstatně nižší, navíc perské loďstvo bude moci vylodit své pozemní síly kdekoli na Peloponésu, čímž budou Řekové na Isthmu obklíčeni. Těmito slovy získal Themistoklés Eurybiada na svou stranu, avšak jakmile se mohutná králova flota přiblížila i s perským vojskem k úžině u Salamíny, Řekové znovu znejistěli a chystali se stáhnout. Nato Themistoklés vyslal svého oddaného perského otroka Sikkina ke Xerxovi, aby mu od Themistokla jako králova přítele vzkázal, že Helénové postrádají svornost a jsou připraveni prchnout od Salamíny, pročež by měl Xerxés Řeky obklíčit a zajistit si tak snadné vítězství. Ještě téže noci, zatímco se Řekové radili o dalším postupu, zablokovaly královy egyptské lodě mezi Megarou a Salamínou západní ústí úžiny, čehož si jako první povšiml Aristeidés. Současně Peršané provedli námořní výsadek svých pozemních vojsk na ostrůvku Psytalleia. Jelikož Helénové byli nyní zcela odříznuti, nezbylo jim než svést bitvu.

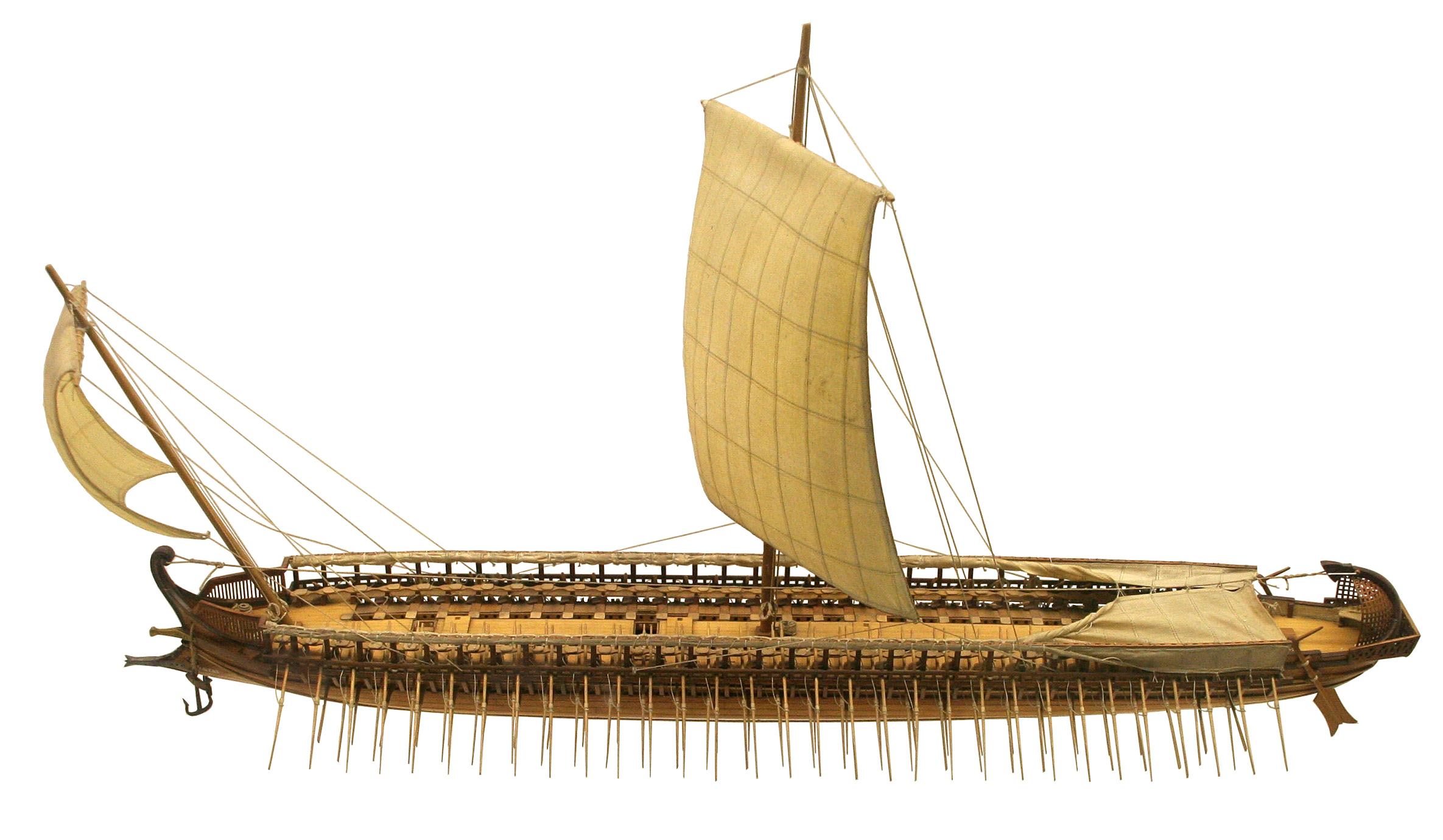
Model triéry

V ranních hodinách zřejmě 28. září roku 480 př. n. l. se perské lodě v čele s Féničany vydaly od attického pobřeží směrem k úžině, kde se seskupily do tří řad. Jejich počet byl zhruba dvojnásobný oproti 350 řeckým triérám. Během noci se na severovýchodním pobřeží Salamíny připravily rovněž řecké lodě, jejichž paluby byly zaplněny námořníky a vojáky. Athéňané zaujali levé křídlo, kde čelili Féničanům. Euboiané a Aigiňané byli umístěni ve středu bojové sestavy a na čestné pravé straně se nacházeli Sparťané a ostatní Peloponésané. Než byl boj zahájen, usedl Xerxés na zlatý trůn na výšině nad průlivem, odkud pozoroval střetnutí. Bitva u Salamíny se rozhořela po útoku jedné z aiginských triér, jíž ihned přispěchali na pomoc ostatní Řekové. Menší velikost a větší bytelnost jejich plavidel jim i při nižší rychlosti zajišťovala vyšší manévrovatelnost, jež chyběla obrovským perským korábům, které navíc zápolily s nedostatkem prostoru.
Když se Féničané přiblížili ke svým protivníkům, vrhly se athénské lodě do jejich boků, načež je oddělily od zbytku floty a zahnaly k attickým břehům. Řekové bojovali ukázněné a bez jakéhokoli nepořádku, zatímco Peršané se navzdory své statečnosti potýkali s chybějícím taktickým plánem. Posádky do sebe vrážejících perských lodí vystavených úderům zobců triér posléze zpanikařily a obrátily své lodě zpět. Athénské triéry dobíjely izolované perské lodě a ty, které Athéňanům unikly, zničili na otevřeném moři Aigiňané. Celý průliv u Salamíny byl zaplněn vraky poškozených a hořících perských lodí. Aristeidés poté s oddílem hoplítů obsadil Psyttaleiu a pobil všechny zdejší perské vojáky. Bitva skončila po západu slunce naprostým řeckým vítězstvím. Řekové přišli v tomto zápase o 40 triér, naproti tomu perské ztráty činily 200 lodí a kolem 50 000 mužů.
I přes porážku na moři perské vojsko dosud okupovalo Attiku a jejich loďstvo nadále převyšovalo řecké svým počtem. Zuřící Xerxés nechal po bitvě popravit řadu Féničanů, jež považoval za viníky porážky. Zbývající fénické loďstvo strachující se králova hněvu následně odplulo z Faléru zpět do svých domovských přístavů. Perské námořnictvo tím ztratilo nadvládu na moři, takže nebylo schopno zabezpečit králův návrat do Asie. Xerxés naplněný obavami, aby se Helénové nepokusili strhnout most přes Helléspont, neboť se v téže době vzbouřily řecké obce na Chalkidiké, rozkázal většině svého vojska a zbytku lodím vrátit se do Sard. Peršany odplouvající z Faléru stíhali Řekové až k ostrovu Andros. Část perského vojska byla ponechána v Řecku pod velením Mardonia, jenž doprovázel krále při jeho ústupu až do Thesálie a zde pak přezimoval. V průběhu zimy Mardonios zkonsolidoval perské pozice v severním Řecku, načež se na jaře roku 479 př. n. l. vydal na jih do Attiky a znovu dobyl Athény. Po neúspěšných pokusech přimět Athéňany ke změně stran dal Mardonios celé město srovnat se zemí.

### Závěr tažení
Zdrženlivost, jíž Sparta projevovala po bitvě u Thermopyl, příliš neprospěla řecké věci. Nakonec to však byly právě spartské zbraně, které trvale ukončily perskou hrozbu v Řecku. Pod dojmem obnoveného perského útoku se v létě 479 př. n. l. vypravil Pausaniás v čele 5000 spartiatů a 5000 perioiků, doprovázených podle Hérodota 35 000 heilóty, ze Sparty na Isthmos. Toto byla největší vojenská síla, jakou do té doby Sparta vyslala do pole. K spartské armádě se připojily také vojenské sbory mnoha dalších řeckých států. Athéňané vyslali 8000 těžkooděnců, Korinťané 5000, Megařané 3000. Řecké vojsko čítalo celkově kolem 38 000 hoplítů, k nimž je třeba připočítat ještě lehkooděnce a heilóty. Slabinu Helénů ale představovala absence jízdy a nízký počet lučištníků. Perské síly byly asi trojnásobné oproti Řekům, přičemž součástí Mardoniova vojska byly i kontingenty Thébanů a jiných properských Řeků. Když se Mardonios doslechl o postupu Lakedaimónských, ustoupil z Attiky do Bojótie a zde se utábořil u řeky Ásópos poblíž města Plataje.

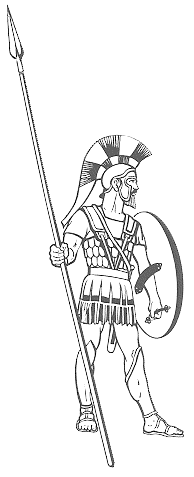
Řecký hoplít

Řekové zamýšleli svést obrannou bitvu, v níž by využili své falangy a tudíž se snažili vyprovokovat Peršany k útoku. Avšak Mardonios si počínal nanejvýš obezřetně a neprojevoval nejmenší úmysl Řeky napadnout. Řecké vojsko se zformovalo na vyvýšeninách na jižním břehu Ásópu ve vzdálenosti asi osmi kilometrů od Peršanů, kteří se opevnili na protější straně řeky. V nadcházející bitvě u Platají tvořili Sparťané pravé křídlo řeckého vojska, nalevo stáli Athéňané a oddíly ostatních řeckých obcí byly rozmístěny ve středu. Po deseti dnech vzájemného vyčkávání, nařídil Mardonios svým lučištníkům, aby zabránili Řekům v přístupu k řece. Zároveň do týlu řeckého vojska vyslal své jezdce, kteří znečistili prameny vody a ohrožovali zásobovací linie Helénů. Pausaniás se tudíž rozhodl stáhnout vojsko výše do kopců a zaujmout tak výhodnější postavení blíže Platajím. Během nočního přesunu Řeků došlo však ke zmatkům, pročež Mardonios ráno následujícího dne nařídil rozhodný útok proti rozptýleným Řekům.
Jako první byli perskou jízdou napadeni Sparťané, kteří kryli noční ústup. Nedlouho nato byli Athéňané vystaveni útoku properských Řeků. Peršané zasypávali spartskou falangu salvami šípů, čímž jí způsobili vážné ztráty. Ovšem když se Mardonios přiblížil se svojí pěchotou ke spartské linii, podnikl Pausaniás okamžitý a rozhodný protiútok. Peršané nebyli schopni snést nápor spartských těžkooděnců a začali pozvolna ustupovat. V témže momentě hrozilo Athéňanům na levém křídle obklíčení, avšak včasný návrat řeckého středu zamezil athénské pohromě. Mezitím Sparťané zabili v lítém boji Mardonia a spolu s řeckými spojenci se pustili do pronásledování Peršanů, jejichž ústup se postupně změnil v regulérní útěk. Taktéž Athéňané získali navrch nad proti nim stojícími Thébany. Část perského vojska hledala záchranu ve svém opevněném táboře, Řekům se však podařilo ho dobýt, takže všichni královi vojáci v něm byli zmasakrováni. Zbytky Peršanů se pak vydaly na strastiplnou cestu zpět za Helléspont. Krátce po bitvě oblehli Řekové Théby a po měsíci bojů město dobyli. Properští vůdcové města byli poté odvedeni na Isthmos, kde je dal Pausaniás popravit.
Údajně v tentýž den, kdy se konala bitva u Platají, svedlo 110 řeckých triér pod velením spartského krále Leótychida vítěznou bitvu u Mykalé, v níž bylo rozdrceno 300 perských lodí. Řekové pak pluli k Helléspontu s cílem zničit most do Evropy. Poté, co dorazili na místo, však nalezli most v troskách. Řekové v Malé Asii a na Kykladech, povzbuzení Xerxovým nezdarem, nyní opět povstali. Když požádali o pomoc, Sparťané jim navrhli, aby přesídlili do severního Řecka, což Iónové odmítli. V roce 478 př. n. l. se flota složená z 20 peloponéských triér a 30 athénských vypravila pod velením Pausania na Kypr. Řekové sice osvobodili své zdejší krajany, avšak fénická města se jim ubránila. Kypr tak i nadále zůstal základnou perského loďstva. Řecká flota se pak plavila k Bosporu, kde oblehla Byzantion. Protože se krátce předtím athénský vojevůdce Xanthippos zmocnil Séstu při Helléspontu, ovládnutím Byzantia si Řekové mohli zajistit spojení s poleis na pobřeží Černého moře.
Po dobytí Byzantia bylo zajato mnoho vysoce postavených perských šlechticů. Na Pausania, jenž pocházel z královského rodu Ágidovců, udělali Peršané silný dojem svými mravy a způsobem odívání, které záhy převzal za své. Svým orientálním vystupováním však pohoršoval jak Ióny tak Peloponésany. Jeho autorita navíc utrpěla šířícími se zvěstmi o tom, že tajně spolupracuje s perským satrapou Frýgie Artabazem. Pausaniás byl tudíž odvolán do Sparty a velení nad spojeneckým vojskem převzal Aristeidés. V následujícím roce 477 př. n. l. vyslali Sparťané do Byzantia jiného velitele, doprovázeného menším oddílem, nicméně Iónové dosud si pamatující Pausaniovo autokratické jednání, ho požádali, aby odešel. Již po vypuzení Peršanů z Řecka ztratili Sparta a ostatní Peloponésané zájem na pokračování ve válce, v čemž je tato událost ještě utvrdila. Vzniklé mocenské vakuum brzy vyplnily Athény, které založily svoji první námořní alianci, známou jako Délský spolek.

## Další průběh válek

### Vznik délského spolku

Athéňané a jejich spojenci v roce 431 př. n. l.

Aristeidés, tehdejší vůdce Athéňanů, zapůsobil svým jednáním a povahou na maloasijské Řeky velice příznivě. Jelikož Athéňané byli podobně jako značná část asijských Řeků iónského původu, požívali u svých spolubojovníků více důvěry než dórští Sparťané. V roce 477 př. n. l. byl na ostrov Délos svolán kongres řeckých obcí, ležících na ostrovech či pobřeží Egejského moře. Na tomto posvátném místě, jež bylo centrem Apollónova kultu, vytvořily zmíněné řecké městské státy tzv. délský spolek, přičemž vůdčí postavení v této alianci náleželo Athéňanům díky velikosti jejich námořnictva. Členové spolku se zavázali pokračovat ve válce s Peršany, k čemuž měli přispívat buď poskytnutím svých námořních sil anebo placením dávek do společné pokladnice. Výrazná zásluha na založení a organizaci spolku příslušela Aristeidovi a Themistoklovi. O několik let později však Themistoklés ztratil důvěru athénského lidu a kvůli podezření ze zapojení do Pausaniova spiknutí musel odejít do vyhnanství v Persii. Po Aristeidově smrti převzal vedení aristokratické strany Miltiadův syn Kimón. Ten v roce 476 př. n. l. zahájil tažení proti městu Eion při ústí Strýmónu, které dosud střežila perská posádka. Město padlo poté, co Kimón nechal odklonit tok řeky a hradby města se sesuly. Po osvobození Eionu se řada řeckých měst na thráckém pobřeží připojila k délskému spolku. Do roku 465 př. n. l. pak Kimónovy triéry vypudily poslední zbývající Peršany z Thrákie, čímž skončila perská přítomnost v Evropě.

### Athéňané ve východním Středomoří
V roce 466 př. n. l. shromáždil Kimón 200 athénských a 100 spojeneckých triér a vydal se na jihovýchod do Pamfýlie. Jeho flota následně rozdrtila perské síly v bitvě u řeky Eurymedóntu, čímž byla k délskému spolku připojena také Lýkie. Po vítězství u Eurymedóntu podnikli Athéňané novou výpravu na Kypr. O čtyři roky později povstal proti perské nadvládě Egypt. Athéňané ochotně vyhověli egyptské prosbě o pomoc a v roce 460 př. n. l. poslali povstalcům 200 triér, které předtím operovaly na Kypru. Peršané seskupili velmi početné vojsko (Ktesiás a Diodóros Sicilský hovoří až o 400 000 mužích), jež mělo zadusit egyptskou vzpouru. Bitva se prý odehrála na západním břehu Nilu, přičemž rozhodující podíl na perské porážce náležel athénské falanze. Perská armáda nato unikla do Memfidy. Nedaleko odsud se pak strhlo námořní střetnutí, v němž 40 athénských a 15 samských lodí potopilo 30 perských plavidel a dalších 20 zajalo.
Mezi léty 459 až 456 př. n. l. pokračovali Athéňané a Egypťané v obléhání Peršanů v Memfidě. Když však byla velká část athénského loďstva odvelena do Egejského moře, Peršané sestavili novou flotu 300 lodí, jíž doprovázelo značné pozemní vojsko. Poblíž Memfidy poté došlo k nové bitvě, během níž byl zabit athénský velitel. Z obléhatelů se nyní stali obležení, neboť poražení Egypťané a 6000 Athéňanů bylo Peršany sevřeno po dobu osmnácti měsíců na ostrově Prosoptis v deltě Nilu. Vytrvalí Peršané se neodvážili vylodit na ostrově a místo toho zahradili tok řeky, načež překvapili Egypťany pozemním útokem. Egypťané se ihned vzdali, pročež perský velitel Megabyzos vyzval Athéňany ke kapitulaci. Některým Athéňanům byl povolen návrat do vlasti přes Kyrénu, avšak velký počet upadl do zajetí. Loďstvo vypravené z Athén k vyproštění obleženého vojska bylo překvapeno a poraženo Peršany. V důsledku toho padl Kypr zpět do rukou perského krále Artaxerxa I. Athéňané a jejich spojenci přišli v těchto taženích údajně o 20 000 mužů.
V roce 450 př. n. l. se Kimón vypravil v čele 200 triér na Kypr a do Kilíkie, neboť Peršané poskytli podporu některým iónským obcím, které usilovaly o odpadnutí od délského spolku. Proti Athéňanům se u Kypru postavilo 300 perských lodí pod velením Artabaza. Po počátečních úspěších se Kimónovi nepodařilo dobýt kyperskou pevnost Kition. Navíc v průběhu obléhání Kitia Kimón zemřel na následky zranění či z důvodu nemoci. Na smrtelné posteli nařídil svým důstojníkům, aby upustili od dobývání Kitia a stáhli se ke kyperské Salamíně. Jeho smrt byla pečlivě tajena před athénským vojskem a spojenci. Asi o měsíc později zvítězili Athéňané nad Peršany v bojích odehrávajících se na moři i na zemi. Podle Thúkýdida se konaly obě bitvy u Salamíny. Kimón tak dokonce i po své smrti dokázal Peršanům uštědřit porážku.

### Kalliův mír
Po této bitvě byli délský spolek i Peršané zcela vyčerpáni. Žádná z válčících stran nebyla schopna zajistit si úplnou kontrolu nad východním Středomořím. Perský velkokrál proto vyslal do Athén své emisary s nabídkou příměří, k čemuž byl Periklés příznivě nakloněn. Podle Diodóra poslal athénský vůdce na podzim 449 př. n. l. bohatého athénského politika Kallia do perských Sus, aby zde vyjednával o míru. Přesná povaha ujednání, které se stalo známým jako „Kalliův mír“, zůstává nejasná. Diodóros tvrdí, že se jednalo o „významnou smlouvu“, avšak Thúkýdidés o ní nepodává žádné zprávy. Historicita Kalliova míru je přinejmenším sporná, jelikož všeřecký spolek by ztratil svůj smysl, což nebylo v zájmu Athén, které se, slovy Thúkýdida, staly jeho hegemonem. Podmínky obsažené v míru byly podle Diodóra následující: všechny řecké obce v Asii obdrží autonomii; maloasijští satrapové se smějí přiblížit k řeckým obcím nanejvýš do vzdálenosti tří dnů chůze; žádná perská válečná loď se nesmí plavit v Egejském moři nebo Propontidě; pokud velkokrál a jeho velitelé budou toto dodržovat, zavazují se Athéňané nevést válku proti perské říši. Po uzavření míru Athéňané odvolali svých 60 triér z Egypta a své vojenské síly z Kypru (zřejmě se jednalo o součást ujednání, ačkoli to nebylo výslovně uvedeno) a přestali vést vojenské operace na těchto územích. Bez ohledu na to, zda byl Kalliův mír skutečně uzavřen, období řecko-perských válek v polovině 5. století př. n. l. definitivně skončilo.

## Pozdější konflikty
Peršané a Řekové pokračovali ve vzájemném zasahování do svých záležitostí. V roce 411 př. n. l. se Peršané zapojili do peloponéské války, když vytvořili oboustranný obranný pakt se Spartou, jíž finančně přispívali k vedení námořního boje s Athénami výměnou za kontrolu Iónie. V roce 404 př. n. l. se Kýros mladší pokusil zmocnit perského trůnu a za tímto účelem si opatřil 13 000 žoldnéřů z celého řeckého světa, z nichž Sparťanů bylo asi 700 až 800. Sparťané prý věřili, že pouze plní podmínky sjednané smlouvy a neznali pravý účel Kýrova tažení na východ. Po Kýrově porážce v bitvě u Kúnax podnikli přeživší Řekové legendární „pochod deseti tisíc“ (Anabasis). Artaxerxés II. se pokusil využít svého vítězství nad Kýrem mladším k obnovení nadvlády nad iónskými městskými státy. Iónové se ale odmítli vzdát a vyzvali Spartu, aby je podpořila. Zároveň v téže době došlo k dočasnému sblížení mezi perskou říší a Athénami. Kvůli následnému vypuknutí korintské války v Řecku byli Sparťané nakonec přinuceni přenechat maloasijské Řeky Peršanům. Tato skutečnost pak byla stvrzena v tzv. královském míru (případně Antalkidův mír). Po dalších šedesát let se žádný řecký stát neodvážil střetnout s Persií. Teprve král Filip II. Makedonský, který v roce 338 př. n. l. vytvořil v Korintu všeřecký spolek zdánlivě podobný tomu, jenž vznikl v roce 481 př. n. l. na tomtéž místě, vyhlásil svůj úmysl podmanit si západní část Malé Asie. Avšak dříve než stačil svůj záměr uskutečnit, byl zavražděn. Jeho syn Alexandr Makedonský vyrazil v roce 334 př. n. l. s 38 000 vojáky vstříc Asii. Během pouhých tří let Alexandr vyvrátil perskou říši a ukončil panování dynastie Achaimenovců. Působení řecké civilizace se díky jeho výbojům rozšířilo až k břehům řeky Indus.

## Historické prameny

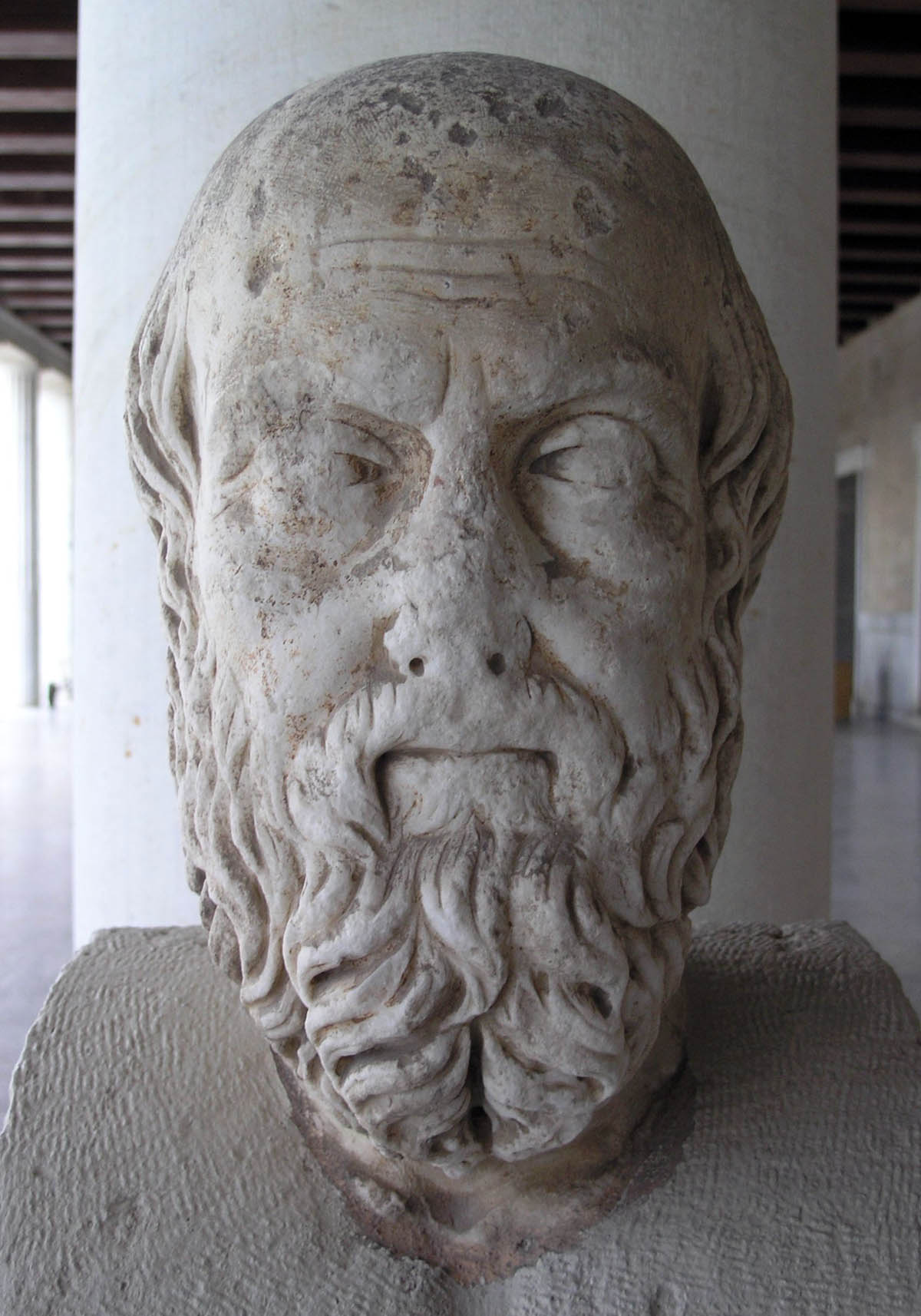
Hérodotos, jeho dílo představuje náš hlavní pramen o tomto konfliktu (busta v Attalově stoe).

Vše, co je nám v současnosti o tomto konfliktu známo, pochází takřka výlučně z per starověkých řeckých autorů. Nejdůležitějším pramenem je dílo Hérodota, historika původem z Halikarnássu, který poté, co byl vyhnán ze svého rodného města, procestoval v polovině 5. století př. n. l. velkou část středomořského světa od Skytie až po Egypt. Při tom se zabýval sběrem informací o řecko-perských válkách a jiných událostech, jež pak všechny sepsal ve svém díle nazývaném česky Dějiny (Histories apodeixis). Tento spis začíná Kroisovým dobytím Iónie a končí pádem města Séstos v roce 479 př. n. l. Předpokládá se, že v této práci Hérodotos reprodukoval to, co mu sdělili jeho hostitele a patroni, aniž by přitom takto nabyté údaje podroboval bližšímu kritickému zkoumání. V důsledku toho je v Dějinách obsaženo mnoho pravdivých informací, avšak často je přítomné také zveličování skutečností a místy politická propaganda. Přesto antičtí historikové pokládali jeho práci za kvalitnější než výtvory jeho předchůdců, což je důvod, proč Cicero nazval Hérodota „otcem historie“.
Athéňan Thúkydidés měl v úmyslu sestavit dílo, které by navazovalo na Hérodotovo a končilo peloponéskou válkou v roce 404 př. n. l. Jeho sbírka knih je česky pojmenována Dějiny peloponéské války. Všeobecně panuje názor, že Thúkýdidés zemřel dříve, než byl schopen svůj spis dokončit, neboť jsou v něm vylíčeny pouze události prvních dvaceti let peloponéské války. O předchozím vývoji se zde vyskytuje jen malé množství informací. Skutečnosti důležité z hlediska řecko-perských válek jsou shrnuty v první knize.
Z pozdějších spisovatelů lze zmínit Efora z Kýmé, jenž ve 4. století př. n. l. vytvořil všeobecné dějiny, které zahrnují i události spadající do období řecko-perských válek. Diodóros Sicilský napsal v 1. století n. l. knihu o dějinách od počátku věků, v níž se zmiňuje rovněž o konfliktu Řeků a Peršanů. Dílo nejvíce vycházející z perských pramenů sepsal Řek Ktesiás z Knidu, který byl osobním lékařem krále Artaxerxa II. Jeho práce se zaobírala perskými dějinami a vznikla ve 4. století př. n. l. Ktesiás se do určité míry vysmívá Hérodotovi a svůj vlastní spis považuje za přesnější, neboť údaje jím zaznamenané převzal od Peršanů. Díla těchto tří autorů se však nedochovala v celém znění.
Pouze fragmenty o řecko-perských válkách se zachovaly ve spise Myriobiblon, jenž zhotovil Fotios, který se stal v 9. století konstantinopolským patriarchou, dále v knize Eklogy od byzantského císaře Konstantina VII. Porfyrogenneta a v Sudě, byzantské encyklopedii z 10. století. Současným historikům tudíž nezbývá než doplňovat Hérodotova a Thúkýdidova tvrzení ze spisů pozdějších analistů, kteří se primárně zaobírali jinými skutečnostmi. Mezi taková díla patří Plútarchovy Životopisy ze 2. století n. l. a cestopis jižního Řecka, sepsaný v tomtéž století zeměpiscem a cestovatelem Pausaniem, jehož nelze zaměňovat se spartským vojevůdcem téhož jména. Taktéž někteří římští historikové se věnovali líčení průběhu řecko-perských válek. K nim patří Junianus Justinus a částečně i Cornelius Nepos.